# Serguéi Punko
Serguéi Punko (1981) es un deportista bielorruso, nacionalizado ruso, que compitió en natación adaptada. Ganó trece medallas en los Juegos Paralímpicos de Verano entre los años 2004 y 2012.

## Palmarés internacional
| Representando a Bielorrusia |                       |                   |                              |
| Juegos Paralímpicos         |                       |                   |                              |
| Año                         | Lugar                 | Medalla           | Prueba                       |
| 2004                        | Atenas (Grecia)       | Medalla de oro    | 200 m estilos SM12           |
| 2004                        | Atenas (Grecia)       | Medalla de oro    | 400 m libre S12              |
| 2004                        | Atenas (Grecia)       | Medalla de plata  | 100 m braza SB12             |
| 2004                        | Atenas (Grecia)       | Medalla de plata  | 100 m mariposa S12           |
| 2004                        | Atenas (Grecia)       | Medalla de plata  | 4 × 100 m libre (49 ptos.)   |
| 2004                        | Atenas (Grecia)       | Medalla de bronce | 100 m libre S12              |
| 2004                        | Atenas (Grecia)       | Medalla de bronce | 4 × 100 m estilos (49 ptos.) |
| 2008                        | Pekín (China)         | Medalla de oro    | 400 m libre S12              |
| 2008                        | Pekín (China)         | Medalla de plata  | 100 m braza SB12             |
| 2008                        | Pekín (China)         | Medalla de plata  | 100 m mariposa S12           |
| Representando a Rusia       |                       |                   |                              |
| Juegos Paralímpicos         |                       |                   |                              |
| Año                         | Lugar                 | Medalla           | Prueba                       |
| 2012                        | Londres (Reino Unido) | Medalla de oro    | 400 m libre S12              |
| 2012                        | Londres (Reino Unido) | Medalla de plata  | 100 m mariposa S12           |
| 2012                        | Londres (Reino Unido) | Medalla de bronce | 200 m estilos SM12           |